# Plaga żab

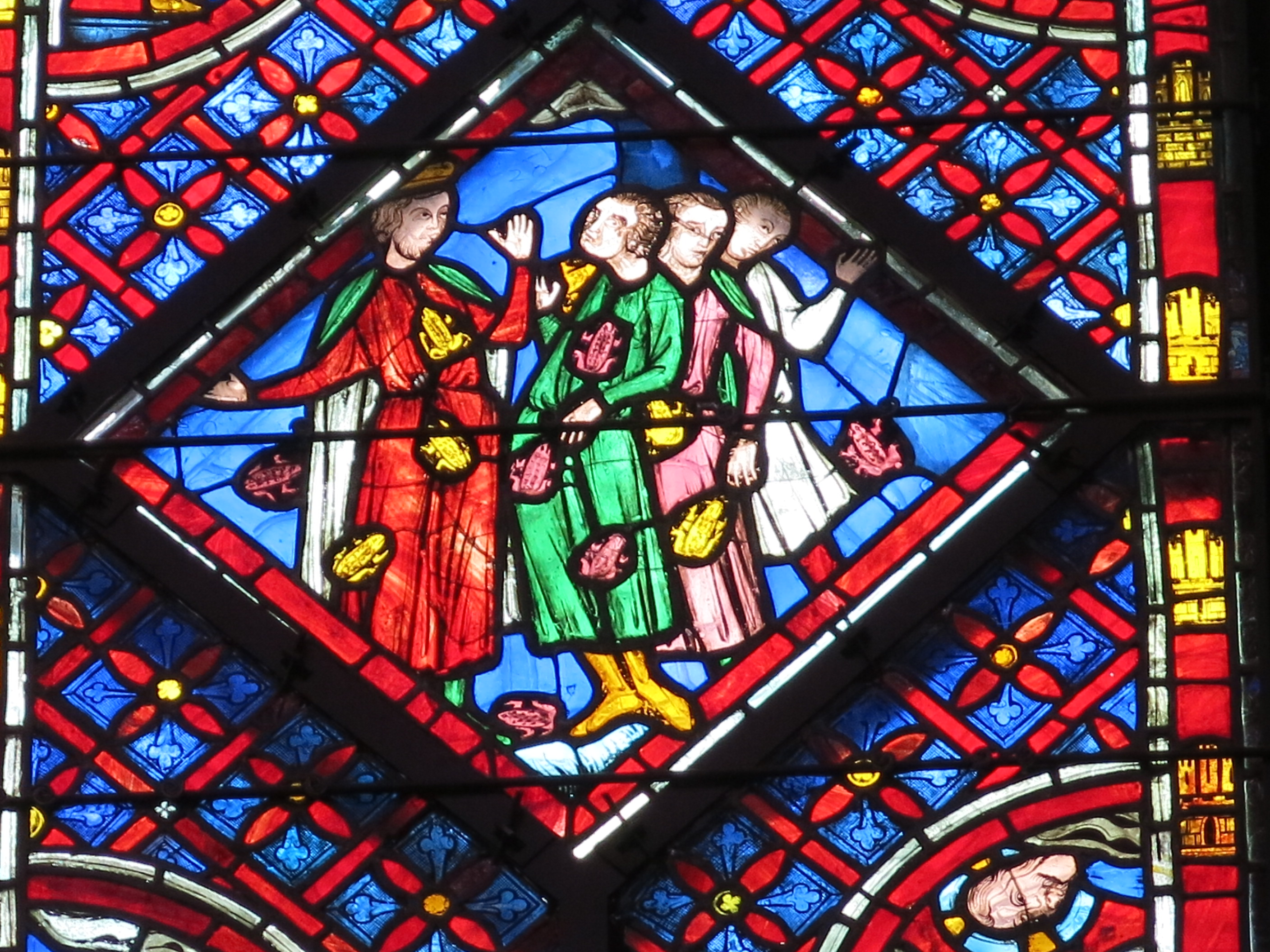
Plaga żab zilustrowana poprzez witraż w Sainte-Chapelle w Paryżu

Plaga żab – druga z dziesięciu plag egipskich sprowadzonych na lud Izraela przez Boga Jahwe w Księdze Wyjścia (Wj 7,26–8,11). W tej pladze cała ziemia egipska została wypełniona żabami.

## Przebieg plagi
Po tym, jak plaga krwi nie przekonała faraona, by wypuścił lud Izraela, Mojżesz przeszedł do plagi żab; polecił on Aaronowi, aby wyciągnął laskę nad wodę i sprowadził żaby na ziemię egipską.
Powód, dla którego ta plaga została dokonana przez Aarona, a nie przez Mojżesza, wyjaśniony jest w tłumaczeniu przypisywanym Jonatanowi na werset 2 – morze służyło jako schronienie dla Mojżesza, gdy został włożony do koszyka i wrzucony do wody trzy miesiące po narodzeniu, w ukryciu przed sługami faraona, którym rozkazano wrzucać chłopców z Izraela do rzeki.
W odpowiedzi na prośbę faraona, Mojżesz modli się do Jahwe o zakończenie plagi, a ten przychyla się do jego prośby. Jednak faraon wciąż odmawia wypuszczenia Izraelitów.

## Plaga krwi według komentatorów Biblii
Chazal wywodzi z użycia liczby pojedynczej w zwrocie „i wyszła żaba”, że początkowo była tylko jedna wielka żaba, którą bito, i z której następnie wyszły roje mniejszych żab. Chodziło jednak prawdopodobnie o gatunek żaby. Jako przykład Raszi przywołuje słowa Jakuba do Ezawa w Wajiszlach: „Mam wołu i osła” — gdzie chodzi o wiele wołów i osłów.
Według rabina Abrahama ibn Ezry, prostota tekstów biblijnych pierwszych trzech plag sugeruje, że mogły one dotknąć w równym stopniu Egipcjan i Hebrajczyków. Majmonides jednak nie zgadza się z tym i uważa, że we wszystkich plagach cierpieli tylko Egipcjanie. W przypadku plagi komarów Majmonides przyjmuje, że komary pojawiły się także w siedzibach Hebrajczyków, lecz ich nie dręczyły.
W Talmudzie wspomniano, że gdy Izraelici znaleźli się w sytuacji wymagającej poświęcenia życia, uczyli się tego na zasadzie kal wachomer od żab. Choć według proroctwa Mojżesza żaby miały wejść do łóżek, pieców i innych miejsc, według Talmudu niektóre z nich wskoczyły do pieców, mimo że groziła im pewna śmierć. Podobne wyjaśnienie znajduje się w Szemot Raba.

### Powody plagi według midraszy
W midraszach przedstawiono kilka powodów tej plagi:
- Egipcjanie kazali Izraelitom szukać dla nich robactwa, którym mogli się bawić (w starożytnym Egipcie istniał zwyczaj zabawy robakami; wspomina o tym Szulchan aruch w kontekście zabawy konikami polnymi), więc robactwo przyszło do ich domów; żaby szukały tam pożywienia[9].
- Egipcjanie kazali Izraelitom zbierać dla nich glinę, więc otrzymali żaby, które żyją w błocie.[potrzebny przypis]

## Teorie naukowe
Nil był gwarancją życia starożytnego Egiptu. Okresy suszy i powodzi wielokrotnie wytrącały ten wrażliwy ekosystem z równowagi, a osady z abisyńskich jezior barwiły Nil na czerwono: Nil stawał się ogniskiem zarazy. Również współcześnie można w Nilu wykryć mikroorganizmy, które mogą powodować śmierć ryb i żab. Do Egiptu kwaśne deszcze i toksyczne substancje mógł przynieść wybuch także wulkanu. Ze względu na zanieczyszczenie wody, płazy masowo uciekały na ląd, gdzie wkrótce ginęły z powodu upału i wysuszenia.